# 豊国町
豊国町（とよくにまち）は、石川県金沢市の町名。丁目を持たない単独町名であり、住居表示未実施区域。

## 地理
- 東山との中間に位置している。

## 歴史
- 幕末 - 加賀国河北郡金沢城下観音山下町が存在。加賀藩領。
- 1868年（明治元年）- 豊国町と改称する。
- 1871年8月29日（明治4年7月14日） - 廃藩置県により金沢県の管轄となる。
- 1872年（明治5年）
  - 日付不詳 - 四軒町を編入。
  - 3月10日（2月2日） - 金沢県が改称して石川県となる。
- 1879年（明治12年）12月17日 - 郡区町村編制法施行により、金沢区発足。同区の町名となる。
- 1889年（明治22年）4月1日 - 市制施行により、金沢市発足。同市の町名となる。
- 1966年（昭和41年）9月1日 - 住居表示実施により、一部が東山1丁目となる。

## 小・中学校の学区
- 市立小・中学校に通う場合、学区は以下の通りとなる。
- 金沢市立兼六小学校、金沢市立兼六中学校。

## 交通

### 鉄道
- 町内に鉄道駅はない。

### 道路
- 町内を通過する国道、県道はない。